# Caso Sokal
O Caso Sokal, também chamado de Escândalo Sokal, foi um escândalo de publicação acadêmica perpetrado por Alan Sokal, um professor de física na Universidade de Nova Iorque e na University College London. Em 1996, Sokal submeteu um artigo na Social Text, uma revista acadêmico de estudos culturais pós-modernos. A submissão foi um experimento para testar o rigor intelectual da revista e, especificamente, para investigar se “um periódico Norte Americano líder nos estudos culturais -cujo grupo editorial inclui eruditos como Fredric Jameson e Andrew Ross- [poderia] publicar [um artigo] deliberadamente temperado com nonsense se (a) ele soasse bem e (b) bajulasse as pré-concepções ideológicas dos editores.”
O artigo “Transgressing the Boundaries: Towards a transformative Hermeneutics of Quantum Gravity” (Transgredindo as Fronteiras: Rumo a uma Hermenêutica Transformativa da Gravidade Quântica) foi publicado na Social Text primavera/verão de 1996, edição “Guerras da Ciência”. Ele propunha que a gravidade quântica é uma construção social e linguística. Na época, o periódico não praticou a revisão acadêmica por pares e não submeteu o artigo para uma revisão externa especializada de um físico. No dia da sua publicação, em maio de 1996, Sokal revelou na revista acadêmica Lingua Franca que o artigo era um embuste.
O embuste provocou um debate sobre o mérito acadêmico dos comentários humanísticos sobre as ciências físicas; sobre a influência da filosofia pós-moderna nas disciplinas sociais em geral; e sobre a ética acadêmica, incluindo se Sokal errou ao enganar os editores e leitores da Social Text e se a Social Text exercitou o rigor intelectual apropriado.

## Contexto
Em entrevista para o programa All Things Considered (Considerando Tudo) na emissora de rádio Americana NPR (national public radio), Sokal disse que se inspirou para submeter o falso artigo depois de ler Higher Superstition (1994), no qual os autores Paul R. Gross e Norman Levitt afirmam que alguns jornais humanísticos publicariam qualquer coisa contanto que tivesse “o pensamento esquerdista apropriado” e citasse (ou tenha sido escrito por) conhecidos pensadores esquerdistas.
Gross e Levitt têm defensores vocais do campo realista científico das “guerras da ciência”, se opondo a acadêmicos pós-modernistas que questionam a objetividade científica. Eles afirmaram que o sentimento anti-intelectual em departamentos de arte liberal (e especialmente nos departamentos ingleses) causaram o surgimento do pensamento desconstrucionista, que eventualmente levou à crítica desconstrucionista da ciência.[carece de fontes?] Eles viram as críticas como um “repertório de racionalização” por evitarem o estudo da ciência.

## Artigo
Sokal fundamentou que, se a preguiçosa presunção editorial fosse certa, o conteúdo sem sentido do artigo seria irrelevante se os editores fossem publicá-lo. O que importaria seria a obsequiosidade ideológica, referências aduladoras a escritores desconstrucionistas e quantidades suficientes dos jargões apropriados. Depois que o artigo foi publicado e o embuste revelado, ele declarou:
Os resultados do meu pequeno experimento demonstraram, pelo menos, que alguns setores da esquerda acadêmica americana da moda se tornaram intelectualmente preguiçosos. Os editores da Social Text gostaram do meu artigo porque gostaram da sua conclusão: que “o conteúdo e a metodologia da ciência pós-moderna fornece poderoso suporte intelectual para o projeto político progressivo” [sec. 6]. Eles aparentemente não sentiram nenhuma necessidade de analisar a qualidade das evidências, a coerência dos argumentos ou mesmo a relevância desses argumentos para a conclusão alegada.

### Conteúdo do artigo
"Transgressing the Boundaries: Towards a Transformative Hermeneutics of Quantum Gravity” propôs que a gravitação quântica tem implicações políticas progressivas, e que o “campo morfogenético” é uma teoria de ponta da gravidade quântica (o campo morfogenético é um conceito adaptado por Rupert Sheldrake de uma maneira que Sokal caracterizou depois como “uma bizarra ideia da New Age”). Sokal escreveu que o conceito de “um mundo externo cujas propriedades são independentes de qualquer ser humano individual” era “um dogma imposto pela longa hegemonia pós-iluminista sobre a perspectiva intelectual ocidental”.
Depois de se referir ceticamente ao “chamado método científico”, o artigo declarou que “está se tornando crescentemente aparente que a ’realidade’ física” é fundamentalmente “uma construção social e linguística”. Continuou afirmando que, porque a pesquisa científica é “inerentemente carregada de teorias e autorreferencial”, ela “não pode afirmar um status epistemológico privilegiado com respeito por narrativas contra-hegemônicas emanando de comunidades dissidentes ou marginalizadas” e que, portanto, uma “ciência libertadora” e uma “matemática emancipatória”, desprezando “a casta elitista da ’alta ciência’”, precisou ser estabelecida para uma “ciência pós-moderna [que] fornece poderoso suporte intelectual para o projeto político progressivo”.
Além disso, as notas de rodapé combinavam termos acadêmicos com retórica sociopolítica, e.g.:

Assim como feministas liberais  e “pró-escolha” estão frequentemente satisfeitas com uma agenda mínima de igualdade legal e social para mulheres, também alguns matemáticos liberais (e até socialistas) estão frequentemente satisfeitos em trabalhar dentro da estrutura hegemônica Zermelo-Fraenkel (a qual, refletindo sua origem liberal do século dezenove, já incorpora o axioma da igualdade) suplementado apenas pelo axioma da escolha.

### Publicação
Sokal submeteu o artigo para a Social Text, cujos editores estavam coletando artigos para a questão das “guerras da ciência”. “Transgressing the Boundaries: Towards a Transformative Hermeneutics of Quantum Gravity” foi o único artigo submetido por um cientista natural. Mais tarde, depois da auto-exposição de Sokal do seu artigo embuste pseudocientífico na revista Lingua Franca, os editores da Social Text disseram em um ensaio publicado que eles tinham solicitado mudanças editoriais que Sokal se recusou a fazer, e que tinham tido preocupações sobre a qualidade da escrita, afirmando que “Nós solicitamos a ele que cortasse uma boa dose da especulação filosófica e cortasse a maioria das notas de rodapé”. Não obstante, apesar de designar subsequentemente que o físico foi um “autor difícil, não colaborativo”, e não que tais escritores fossem “bem conhecidos pelos editores do jornal”, Social Text publicou o artigo em reconhecimento às credenciais do autor na edição primavera/verão de 1996 das “guerras da ciência”. Os editores não praticaram a revisão por pares com físicos ou de qualquer outra forma; mais tarde eles defenderam a decisão com base em que a Social Text era um jornal para a abertura da investigação intelectual e que o artigo não foi submetido como uma contribuição para a disciplina da física.

## Respostas

### Acompanhamento de Sokal e dos editores
Na edição de maio de 1996 da Lingua Franca, no artigo “A Physics Experiment With Cultural Studies” (Um experimento físico com estudos culturais), Sokal revelou que “Transgressing the Boundaries” era uma farsa e concluiu que a Social Text “se sentiu confortável publicando um artigo em física quântica sem se incomodar em consultar nenhum especialista no assunto” por causa das propensões ideológicas e dos vieses editoriais. Em sua defesa, os editores da Social Text disseram que acreditaram que “Transgressing the Boundaries” “era a tentativa mais séria de um profissional cientista de buscar algum tipo de afirmação da filosofia pós-moderna para desenvolvimentos em seu campo” e que “seu status como paródia não altera, substancialmente, nosso interesse na peça, por si mesma, como um documento sintomático”. Além de criticarem seu estilo de escrita, os editores da Social Text acusaram de se comportar de forma antiética ao enganá-los.
Em resposta, Sokal disse que essa réplica tinha ilustrado exatamente o problema que ressaltou. Social Text, como um jornal acadêmico, publicou o artigo não porque era fiel, verdadeiro e preciso quanto ao assunto, mas porque uma “autoridade acadêmica” o escreveu e por causa da aparência da escrita rebuscada. Os editores disseram que o consideraram mal escrito, mas que publicaram o artigo porque sentiram que Sokal era um acadêmico buscando afirmação intelectual. Sokal afirmou em sua resposta:
Meu objetivo não é defender a ciência de hordas bárbaras de críticos iluministas (vamos sobreviver muito bem, obrigado), mas defender a esquerda de um segmento em voga dela mesma. … Há centenas de importantes questões políticas e econômicas rodeando a ciência e a tecnologia. A Sociologia da Ciência, no seu melhor, tem feito muito para esclarecer essas questões. Mas a sociologia descuidada, assim como a ciência descuidada, é inútil, ou mesmo contraproducente.
A resposta da Social Text revelou que nenhum dos editores suspeitou que a peça de Sokal fosse uma paródia. Ao invés disso, especularam que a admissão de Sokal “representou uma mudança de coração, ou uma concessão na sua resolução intelectual”. Sokal achou tanta graça na premissa que seu absurdo era difícil de detectar:
No segundo parágrafo eu declaro sem a menor evidência ou argumento que a “‘'realidade’ física (note as citações assustadoras) [...] é no fundo uma construção social e linguística.” Não nossas teorias da realidade física, pense você, mas a própria realidade. Muito justo. Qualquer um que acredita que as leis da física são meras convenções sociais está convidado a tentar transgredir essas convenções da janela do meu apartamento. Eu moro no vigésimo primeiro andar.

### Livro por Sokal e Bricmont
Em 1997, Sokal e Jean Bricmont co-escreveram Impostures Intellectuelles (Imposturas Intelectuais) (EUA: Fashionable Nonsense: Postmodern Intellectuals' Abuse of Science, Reino Unido: Intellectual Impostures, 1998). O livro combinou análises de colocações vindas de escritores intelectuais estabelecidos que Sokal e Bricmont alegaram ser terminologia científica mal utilizada. Finaliza com um resumo crítico do pós-modernismo e uma crítica do programa forte do construcionismo social na sociologia do conhecimento científico.

### Cobertura midiática e Jacques Derrida
Com a revelação do ardil de Sokal, o filósofo francês Jacques Derrida foi inicialmente um dos alvos do descrédito nos Estados Unidos, principalmente na cobertura dos jornais. Uma revista semanal americana usou duas imagens de Derrida, uma foto e uma caricatura, para ilustrar um “dossiê” no artigo de Sokal. Derrida respondeu ao embuste em “Sokal and Bricmont Aren’t Serious” (Sokal e Bricmont não são sérios), artigo primeiro publicado no Le Monde. Ele chamou a ação de Sokal de triste por ter ofuscado o seu trabalho matemático e arruinado a chance de resolver cuidadosamente as controvérsias sobre a objetividade científica. Derrida culpou Sokal e seu co-autor Jean Bricmont pelo que ele considerou um ato de má-fé intelectual: eles o acusaram de incompetência intelectual na edição em Inglês de um livro seguinte (uma acusação que vários revisores ingleses notaram), mas deletaram a acusação da edição em Francês e negaram que ela tenha existido. Ele concluiu, como indica o título, que Sokal não era sério em sua abordagem, mas usou o espetáculo de uma “curta piada prática” para deslocar o conhecimento que Derrida acredita que o público mereça.

### Criticismo da ciência social
O sociólogo Stephen Hilgartner, o presidente do departamento de estudos em ciência e tecnologia da Cornell University, escreveu “The Sokal Affair in Context” (O caso Sokal em contexto) (1997), comparando a artimanha de Sokal com “Confirmational Response: Bias Among Social Work Journals” (Resposta confirmacional: Vieses entre jornais de trabalho social) (1990), um artigo por William M. Epstein publicado em Science, Technologies & Human Values (Ciência, Tecnologias & Valores Humanos). Epstein usou uma abordagem similar à de Sokal, submetendo artigos fictícios para jornais acadêmicos reais para medir sua responsabilidade. Embora de longe mais sistemático que o trabalho de Sokal, este recebeu escassa atenção da mídia. Hilgartner argumentou que o impacto intelectual do embuste bem sucedido de Sokal não pode ser atribuído à sua qualidade como “demonstração” mas preferencialmente à hipérbole jornalística e aos vieses anti-intelectuais de alguns jornalistas americanos.
O escândalo do Caso Sokal se estendeu da academia para a imprensa pública. O antropólogo Bruno Latour, criticado em Fashionable Nonsense, descreveu o escândalo como “uma tempestade num copo d’água”. Gabriel Stolzenberg,  matemático aposentado da Northeastern University convertido em cientista social, escreveu ensaios com o intuito de desacreditar as declarações de Sokal e seus aliados, argumentando que eles compreenderam insuficientemente a filosofia que criticaram, tornando seu criticismo sem significado. Em Social Studies of Science, Bricmont e Sokal responderam a Stolzenberg, denunciando a “deturpação tendenciosa” do seu trabalho e criticaram seu comentário sobre o “programa forte” da sociologia da ciência. Na mesma edição, Stolzenberg replicou, argumentando que as críticas e alegações de deturpação eram baseadas em má interpretação. Ele aconselhou leitores a examinar vagarosa e ceticamente os argumentos propostos pelas duas partes, tendo em mente que “o óbvio é às vezes o inimigo da verdade”.

## Estudo de acompanhamento sociológico
Em 2009, o sociólogo da Cornell University Robb Willer executou um experimento no qual estudantes universitários leram o artigo de Sokal e lhes foi dito ou que fora escrito por outro estudante ou que fora escrito por um famoso acadêmico. Ele constatou que os estudantes que acreditavam que o autor do artigo era um intelectual de alto status o classificaram como de altíssima qualidade e inteligibilidade.

### Citações
1. ↑  Silva, Jairo José da (2004). «Imposturas intelectuais: algumas reflexões». Natureza humana. 6 (1). ISSN 1517-2430
2. 1 2 3  Derrida (1997)
3. 1 2 3 4  Sokal, Alan D. (5 de junho de 1996). «A Physicist Experiments with Cultural Studies». Lingua Franca (em inglês). Consultado em 20 de outubro de 2016
4. ↑  Transgressing the Boundaries: Towards a Transformative Hermeneutics of Quantum Gravity
5. ↑  Sokal, Alan D. (28 de novembro de 1994). «Transgressing the Boundaries: Towards a Transformative Hermeneutics of Quantum Gravity». Social Text #46/47 (spring/summer 1996). Duke University Press. pp. 217–252. Consultado em 3 de abril de 2007
6. 1 2 3 4 5  Bruce Robbins; Andrew Ross (julho de 1996). «Mystery science theater». Lingua Franca. Reply by Alan Sokal.
7. ↑  Sokal, Alan (15 de maio de 1996). «Parody». All Things Considered (entrevista). Robert Siegel. National Public Radio
8. ↑  Demers, David (2011). «Jesse Jackson vs. The Professors». The Ivory Tower of Babel: Why the Social Sciences are Failing to Live Up to Their Promises. [S.l.]: Algora Publishing. pp. 15–40. ISBN 9780875868806. Sokal got the idea for his "experiment" after reading Paul R. Gross and Norman Levitt's Higher Superstition: The Academic Left and Its Quarrels With Science (Baltimore: Johns Hopkins University Press, 1994).  Gross and Levitt argued that the success of getting published in postmodern journals was based not on the quality of the work but rather on its "academic leanings – papers displaying the proper leftist thought, especially if written by or quoting well known authors, were being published in spite of their low quality.
9. ↑  Higher Supersitition, p. 6.
10. ↑  Sokal, Alan. "Revelation: A Physicist Experiments With Cultural Studies". Sokal Hoax: The Sham That Shook the Academy. Lincoln, NE: University of Nebraska, 2000. 49-54. Print.
11. ↑  «Lingua Franca». Consultado em 15 de setembro de 2014
12. ↑  Andrew Ross, "A discussion of Jacques Derrida and Deconstruction", May 24, 1996
13. ↑  Robbins, Bruce; Ross, Andrew (1996). «Editorial response to Sokal hoax by editors of Social Text» (PDF). Physics.nyu.edu
14. ↑  Gross, John, The Oxford Book of Parodies, Oxford University Press, 2010, pg. 307
15. ↑  Sokal, Alan; Jean Bricmont (1998). Intellectual Impostures. London: Profile Books. p. xii. ISBN 1-86197-631-3
16. ↑  Sokal, Alan (Maio de 1996). «A Physicist Experiments With Cultural Studies». Lingua Franca. Consultado em 5 de março de 2008
17. ↑  Epstein, Barbara (inverno de 1997). «Postmodernism and the Left». New Politics. Consultado em 5 de março de 2008. Cópia arquivada em 12 de maio de 2008
18. ↑  Derrida, Jacques (2005) [1994]. Paper Machine. Stanford: Stanford University Press. 70 páginas. ISBN 08-047-4619-2
19. ↑  
Stephen Hilgartner (Outono de 1997). «The Sokal Affair in Context». Science, Technology & Human Values. 22 (4): 506–522. doi:10.1177/016224399702200404
20. ↑  
William M. Epstein (1990). «Confirmational response bias among social work journals». Science, Technology & Human Values. 15 (1): 9–38. doi:10.1177/016224399001500102
21. ↑  Stolzenberg, Gabriel. «Debunk: Expose as a Sham or False». Math.bu.edu
22. ↑  «Reply to Gabriel Stolzenberg» (PDF). Social Studies of Science. Physics.nyu.edu
23. ↑  Stolzenberg, Gabriel. «Reply to Bricmont and Sokal» (PDF). Consultado em 1 de março de 2015
24. ↑  Willer, Robb; Kuwabara, Ko; Macy, Michael (setembro de 2009). «The False Enforcement of Unpopular Norms» (PDF). American Journal of Sociology. 115 (2): 451–90. doi:10.1086/599250. Consultado em 21 de fevereiro de 2015

## Leituras adicionais
- Callon, Michel (1999). «Whose Impostures? Physicists at War with the Third Person». Social Studies of Science. 29 (2): 261–86. doi:10.1177/030631299029002011
- Sokal, Alan D. and Bricmont, Jean (1997). Réponse à Jacques Derrida et Max Dorra, in Le Monde, December 12, 1997, page 23.
- Englefield, F.R.H. ("Ronald"), Critique of Pure Verbiage, Essays on Abuses of Language in Literary, Religious, & Philosophical Writings (Open Court, 1990). ISBN 0-8126-9108-3